# آلشواوی‌لاک
آلشواوی‌لاک (به مجاری:  Alsóújlak) یک سکونتگاه مسکونی در مجارستان است که در واش واقع شده‌است.